# Alain Moizan
Alain Moizan (Saint-Louis, 18 novembre 1953) è un allenatore di calcio ed ex calciatore francese, attuale allenatore del Magenta.

## Carriera

### Nazionale
Ha collezionato sette presenze con la propria Nazionale.

## Palmarès

### Giocatore

#### Competizioni nazionali
- Campionato francese: 1

Monaco: 1977-1978
- Coppa di Francia: 1

Monaco: 1979-1980

#### Competizioni internazionali
- Coppa delle Alpi: 1

Monaco: 1979